# Tje ni mousso
Albums de Amadou et Mariam
Sou ni tilé
(1999) Wati
(2003)
Tje ni mousso est un album d'Amadou et Mariam sorti le 11 juillet 2000.

## Titres de l'album
| No  | Titre                 | Durée |
| --- | --------------------- | ----- |
| 1.  | Chantez chantez       | 4:39  |
| 2.  | Djagneba              | 5:20  |
| 3.  | Dans ce monde trouble | 4:31  |
| 4.  | Si Nekeneya           | 3:43  |
| 5.  | C'est comme ça        | 4:40  |
| 6.  | Laban                 | 4:19  |
| 7.  | Beki miri             | 5:10  |
| 8.  | Bali maou             | 4:12  |
| 9.  | Si ni Kan             | 3:37  |
| 10. | Dek i Lalane          | 4:14  |
| 11. | Be' smil lah          | 4:52  |
| 12. | Mianga titi           | 4:57  |
| 13. | Fantani               | 3:43  |
| 14. | Ko be na touma do     | 4:24  |
| 15. | Nangaraba             | 4:31  |

## Musiciens
- Amadou Bagayoko - Guitare, chant
- Mariam Doumbia - Chant
- Valentin Clastrier - Vielle
- Wasis Diop, Amazigh Kateb, Mamani Keïta - chœurs
- Laurent Griffon - Basse
- Alain Hato - Flûte, clarinette, saxophone
- Jo Kaiat - Piano
- Matu - Piano, orgue (Hammond), claviers
- Stephane San Juan - Batterie, percussions
- Manuel Soto - Guitare espagnole
- Andrés Viáfara - Trombone